# Le Manuscrit (Angel)
Le Manuscrit est le 22e et dernier épisode de la saison 1 de la série télévisée Angel.

## Synopsis
Holland Manners, Lindsey McDonald et Lilah Morgan font appel à un démon Vocah pour récupérer le manuscrit que leur a dérobé Angel et qui leur est nécessaire pour accomplir un rituel. Wesley essaie toujours de déchiffrer entièrement la prophétie Shanshu du manuscrit tandis que Cordelia s'inquiète qu'Angel trouve peu d'intérêt à la vie. Elle part lui trouver un hobby mais le démon Vocah, après avoir tué les oracles des Puissances supérieures, la suit et l'afflige de visions continuelles en la touchant. Cordelia voit alors des images terrifiantes et en continu de toutes les personnes dans le monde qui souffrent ou qui sont en grave danger. Terrassée par la douleur incessante que lui inflige ces visions, Cordelia doit être emmenée à l'hôpital. Angel part la voir et le démon Vocah en profite pour voler le manuscrit et le remplacer par une bombe qui, en explosant, blesse gravement Wesley et détruit les locaux. Angel l'emmène à son tour à l'hôpital et a un nouvel accrochage verbal avec Kate Lockley, qui a de plus en plus de révulsion envers le surnaturel. 
Ayant remarqué un symbole inscrit sur la main de Cordelia, Angel part voir les oracles et les trouve morts mais l'esprit de l'un des deux s'est attardé suffisamment longtemps pour lui donner des dernières instructions sur la façon de sauver Cordelia : il faut qu'il lui lise un passage du manuscrit. Le démon Vocah commence le rituel, qui implique le sacrifice de cinq vampires enchaînés à une grande caisse. Les responsables de Wolfram & Hart partent y assister et Angel les prend en filature. Arrivé sur les lieux, il combat le démon Vocah pendant que McDonald s'empare du parchemin et termine le rituel. Manners quitte alors les lieux avec la caisse. Angel tue le démon Vocah et empêche ensuite McDonald de brûler le parchemin en lui coupant la main. Il récupère le manuscrit et délivre Cordelia de sa malédiction. Après avoir vu toutes les souffrances qui existent sur Terre, Cordelia est désormais changée et décidée à apporter toute son aide à Angel. Wesley finit de traduire la prophétie, qui dit que le vampire avec une âme redeviendra humain quand il aura terminé sa tâche. Chez Wolfram & Hart, Lilah regarde à l'intérieur de la caisse et y voit Darla, qui a l'air terrifiée.

## Production
Selon David Greenwalt, la destruction des locaux d'Angel Investigations par l'explosion de la bombe avait pour but principal de trouver un nouveau siège à l'agence de détectives car les plateaux utilisés jusqu'alors étaient trop exigus. Cela permet ainsi à Angel Investigations d'aménager dans l’Hôtel Hypérion au début de la saison 2.